# Uście Solne

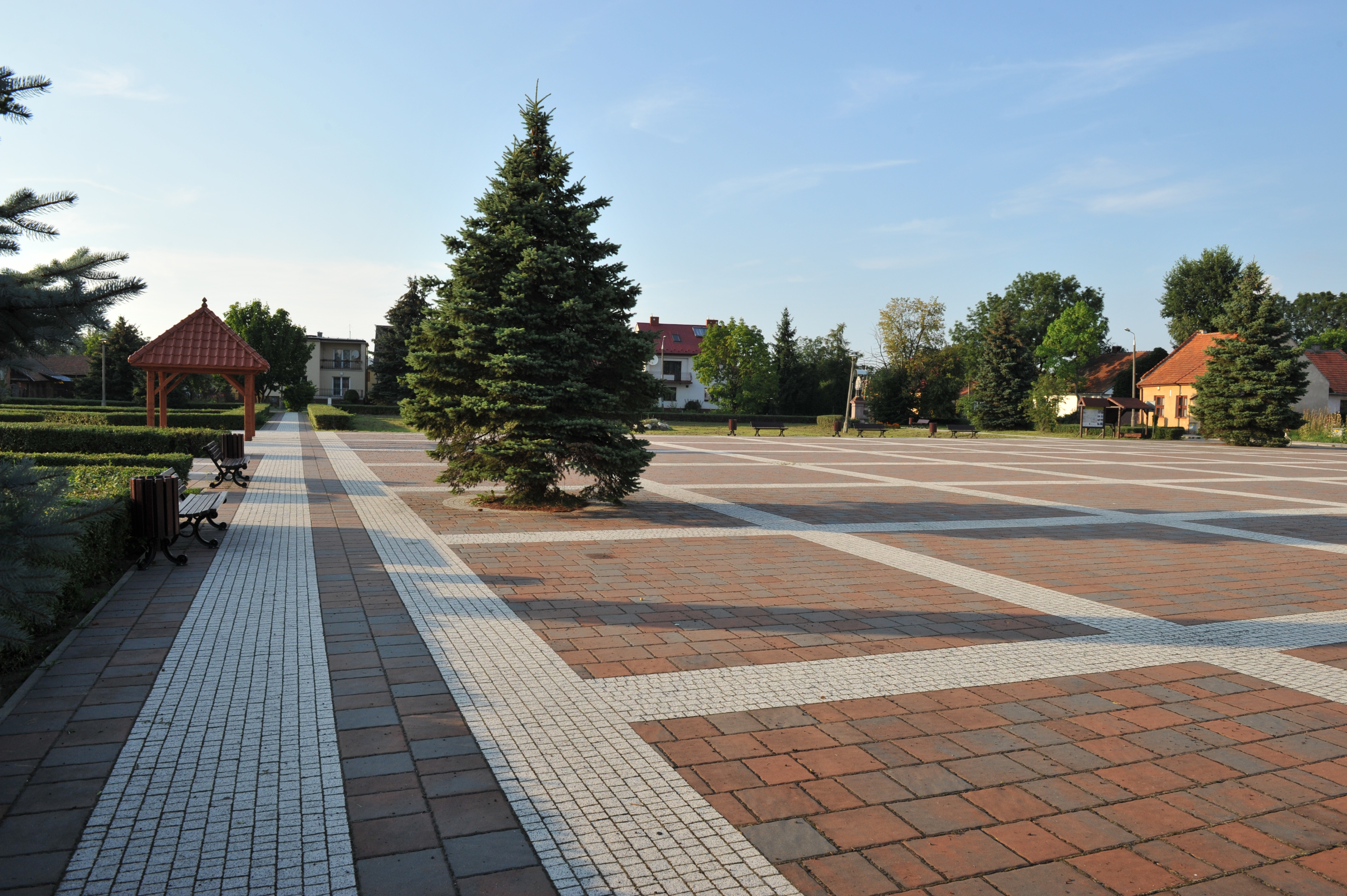
Marktplatz

Uście Solne ist eine ehemalige Stadt, jetzt ein Dorf mit einem Schulzenamt der Gmina Szczurowa im Powiat Brzeski der Woiwodschaft Kleinpolen in Polen.

## Geographie
Der Ort liegt am rechten Ufer des Flusses Raba, nicht weit ihrer Mündung in die Weichsel. Die Nachbarorte sind Popędzyna und Barczków im Nordosten, Strzelce Wielkie im Osten, Wrzępia im Südosten, Cerekiew im Süden, sowie Niedary im Westen.

## Geschichte
1360 wurde Uście Solne von König Kasimirs des Großen das Magdeburger Stadtrecht verliehen, aber wahrscheinlich hatte die Stadt schon früher das Neumarkter Recht. Der Name Uście ist eine Form des polnischen Worts ujście (Mündung) und das Adjektiv solny ist mit dem Transport der Salz aus Bochnia, flussaufwärts an der Raba und weiter an der Weichsel verbunden. Die Stadt hatte einen größeren Marktplatz als Bochnia, Brzesko oder Niepołomice, aber diese Perspektive erwies sich übertrieben und am Ende des 16. Jahrhunderts hatte die Stadt eindeutig unter 1000 Einwohner. Jedoch gehörte zu den 14 Städten in der Woiwodschaft Krakau mit der größten jüdischen Bevölkerung (siehe Schtetl).
Bei der Ersten Teilung Polens kam Uście Solne 1772 zum neuen Königreich Galizien und Lodomerien des habsburgischen Kaiserreichs (ab 1804). Ab dem Jahr 1855 gehörte Jaśliska zum Bezirk Bochnia.
1918, nach dem Ende des Ersten Weltkriegs und dem Zusammenbruch der k.u.k. Monarchie, kam Uście Solne zu Polen. Unterbrochen wurde dies nur durch die Besetzung Polens durch die Wehrmacht im Zweiten Weltkrieg. Im Jahr 1934 verlor Uście Solne das Stadtrecht. Von 1975 bis 1998 gehörte Uście Solne zur Woiwodschaft Tarnów.